# Sirene Classic
De Sirene Classic was een golftoernooi van de Pro Golf Tour. Het werd op de PGA Sultan Course van de National Golf Club Antalya in Belek, Turkije gespeeld.
De eerste editie was in 2008, het prijzengeld was € 25.000 waarvan € 4.125 voor de winnaar was bestemd. Het was mooi weer. Vanuit Nederland waren er John Boerdonk, Vince Bredt, Kevin Broekhuis, Sander van Duijn, Jan-Willem van Hoof, Rick Huiskamp, Jeffrey Meijer, Ramon Schilperoort, Robin Swane en Hiddo Uhlenbeck. Bredt, Broekhuis, van Hoof, Meijer en Swane misten de cut. 

De Zwitser Damian Ulrich won met -14, Engelsman Ben Parker werd 2de met -8, Sander van Duijn eindigde op de 3de plaats met -5.
In 2013 werd het toernooi opnieuw gespeeld. Philip Mejow won het toernooi mede door in ronde 3 een baanrecord van 62 op zijn naam te zetten. Tweede werd Marcel Schneider met -19, derde werd Bernd Ritthammer met -18. Daan Huizing was de beste Nederlander, hij eindigde op de 4de plaats met -16.

## Winnaars
| Jaar | Baan                              | Winnaar       | Score | Score | Beste Nederlander        | Beste Belg                   |
| ---- | --------------------------------- | ------------- | ----- | ----- | ------------------------ | ---------------------------- |
| 2008 | National Golf Club Antalya, Belek | Damian Ulrich | 202   | -14   | Sander van Duijn (-5, 3) |                              |
| 2013 | National Golf Club Antalya, Belek | Philip Mejow  | 195   | -21   | Daan Huizing (-16, 4)    | Guillaume Watremez (-13, T9) |